# Rainer Senger
Rainer Senger ist ein deutscher Offizier (Oberst a. D.). Er war Direktor des Sozialwissenschaftlichen Instituts der Bundeswehr.

## Leben
Senger, Diplom-Pädagoge, war 2001/02 Direktor des Sozialwissenschaftlichen Instituts der Bundeswehr (SOWI). Danach war er Kommandeur der Akademie der Bundeswehr für Information und Kommunikation (AIK) bis zum 21. September 2007 und dann stellvertretender Kommandeur und Chef des Stabes im Zentrum Innere Führung (ZInFü). Zuletzt war er Oberst i. G. und trat 2011 außer Dienst.
Senger ist Leiter des Projektes „Vernetzte Sicherheit – in und für Europa“ und gehört dem Medienbeirat des Hardthöhenkuriers an.

## Schriften (Auswahl)
- Segmentierung des moralischen Bewußtseins bei Soldaten. In: Georg Lind, Hans A. Hartmann, Roland Wakenhut (Hrsg.): Moralisches Urteilen und soziale Umwelt. Theoretische, methodologische und empirische Untersuchungen. Beltz, Weinheim u. a. 1983, ISBN 3-407-54631-9, S. 193–210.
- mit Klaus Ebeling, Anja Seiffert: Ethische Fundamente der inneren Führung (= SOWI-Arbeitspapier. Nr. 132). Sozialwissenschaftliches Institut der Bundeswehr, Strausberg 2002.